# Agalmopolynema succineum
Agalmopolynema succineum är en stekelart som först beskrevs av Dmitriy Alekseevich Ogloblin 1960.  Agalmopolynema succineum ingår i släktet Agalmopolynema och familjen dvärgsteklar. Inga underarter finns listade i Catalogue of Life.